# Ilmatar

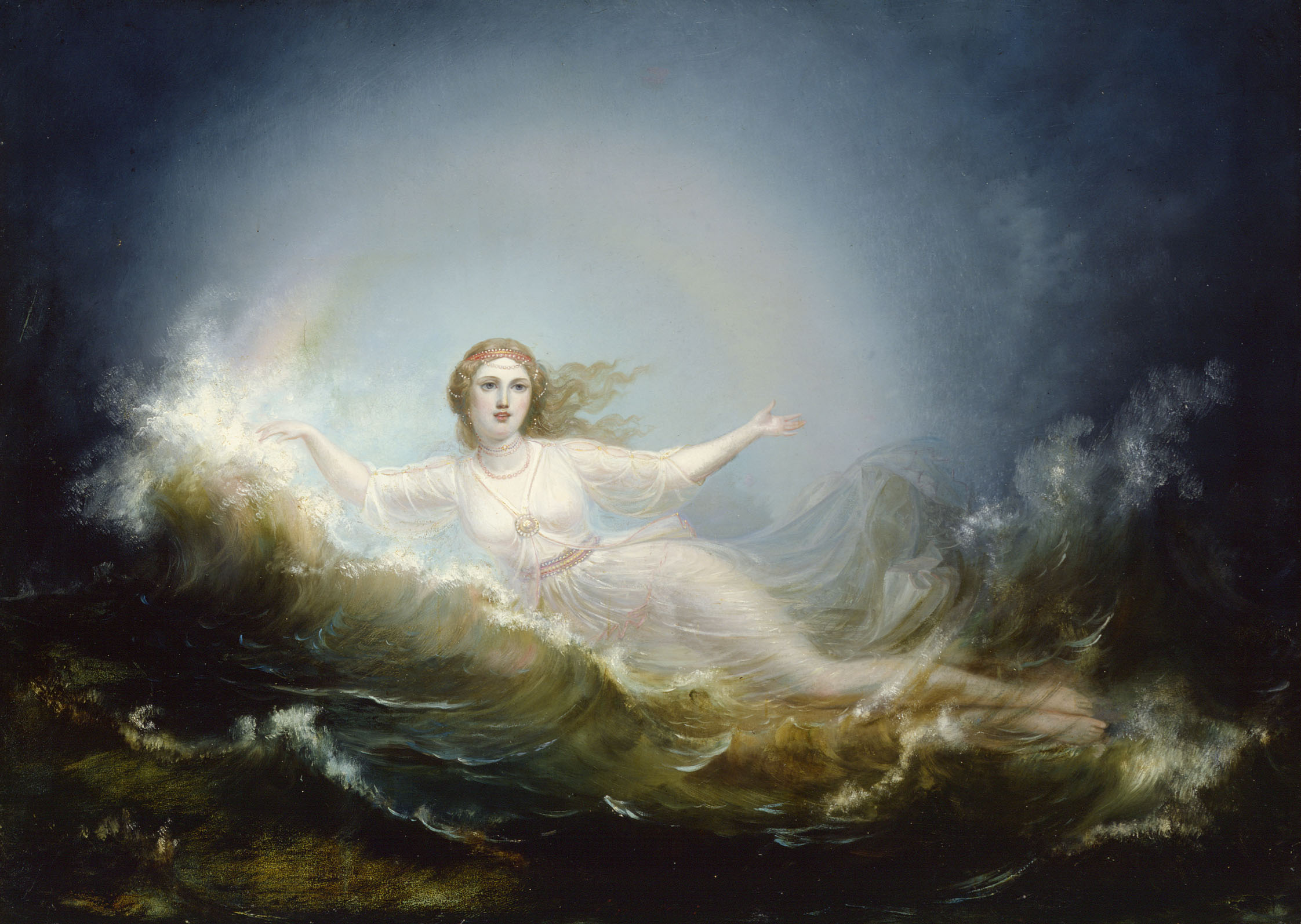
Ilmatar

Ilmatar is in het Finse epische werk Kalevala de godin van de lucht. Ze daalt af naar het water, waar een tafeleend een nest maakt op haar knieën. Als de eieren breken, ontstaat daaruit de wereld. Vervolgens krijgt de maagdelijke Ilmatar een zoon, Väinämöinen, de God van de Muziek.